# Хемсбюнде
Хемсбюнде (нем. Hemsbünde) — община в Германии, в земле Нижняя Саксония.
Входит в состав района Ротенбург-на-Вюмме. Подчиняется управлению Ботель. Население составляет 1223 человека (на 31 декабря 2010 года). Занимает площадь 22,33 км².
Коммуна подразделяется на 5 сельских округов.